# Cedet (Warschau)

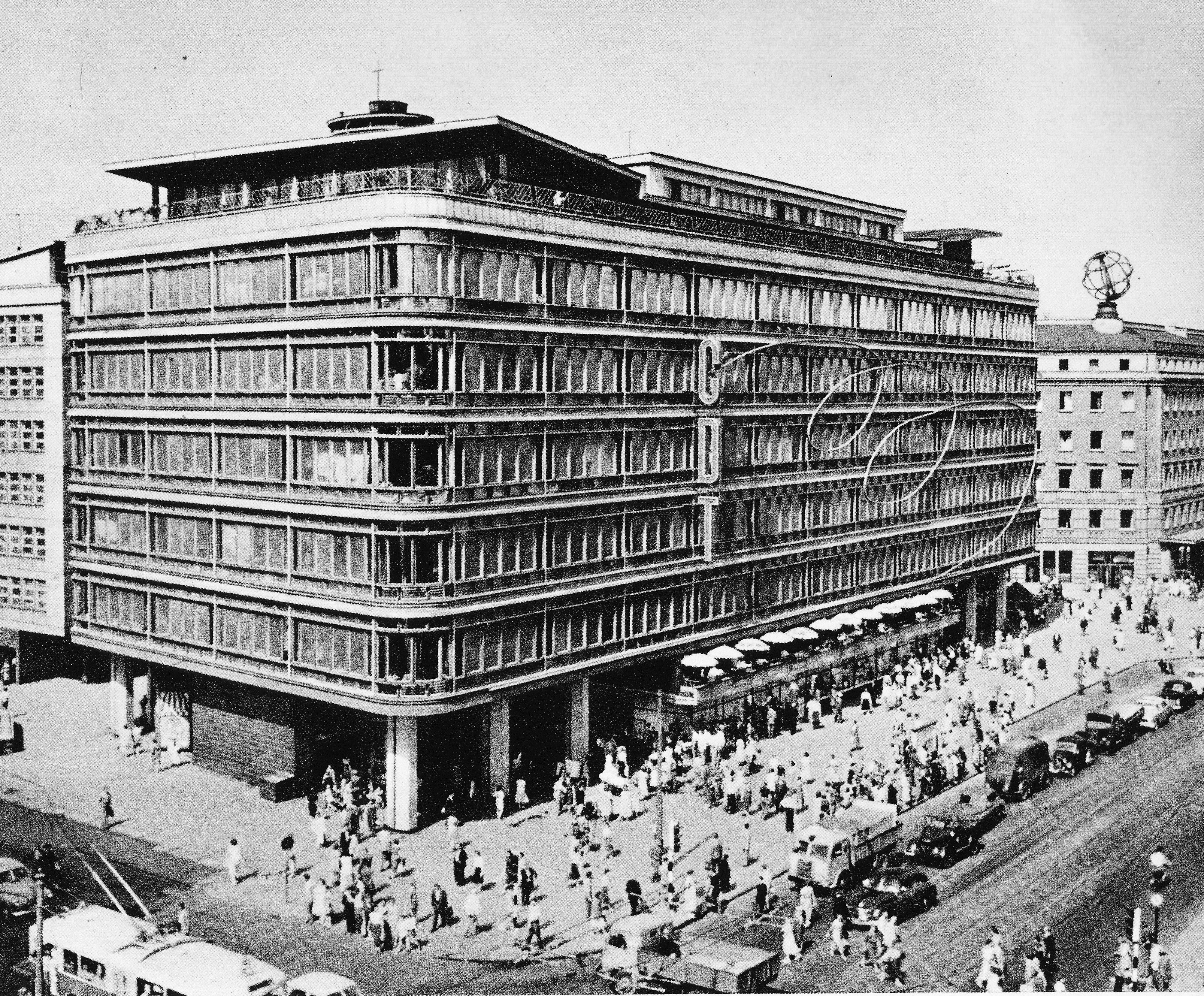
Centraal warenhuis in de jaren 60.

Cedet, oorspronkelijk Centralny Dom Towarowy, CDT (vertaald Centraal Warenhuis) was eem warenhuis in Warschau, Polen. Het warenhuis was gevestigd in een modernistisch gebouw, ontworpen door de architecten Zbigniew Ihnatowicz en Jerzy Romański en gebouwd tussen 1948 en 1952. Het CDT-gebouw onderscheidde zich van de socialistisch-realistische architectuur die destijds werd gebouwd en in 1949 door het communistische bewind in Polen tot esthetische doctrine werd uitgeroepen. Het leidde tot controverse. Tussen 2014 en 2018 werd het gebouw grondig verbouwd door een particuliere investeerder die het in 2013 kocht. De architectuur kreeg negatieve reacties van de architectengemeenschap, maar werd door het publiek breed geprezen.  

## Architectuur

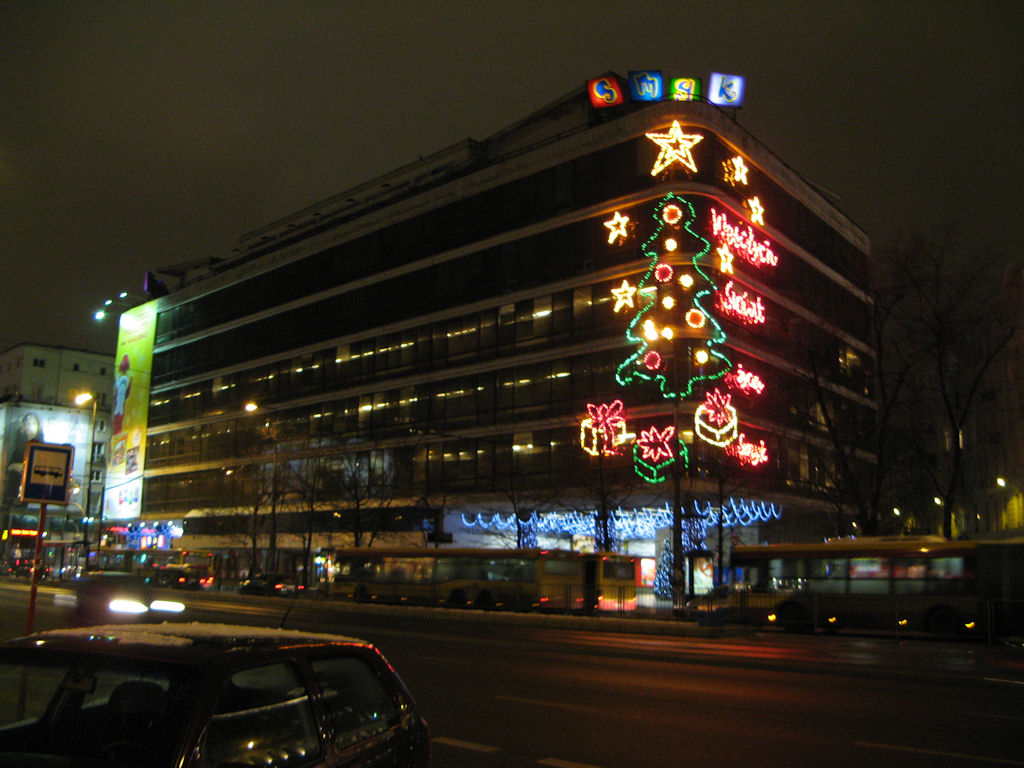
Het CDT-gebouw aan de Aleje Jerozolimskie

Het gebouw is ontworpen in de populaire vooroorlogse modernistische stijl uit de jaren 1920. Het gebouw is gebouwd als een losstaand gebouw dat bestaat uit drie afzonderlijke blokken. Het eerste en belangrijkste blok vormde de hoofdwinkel zelf, waarbij de voorgevel van het gebouw gericht is op de Aleje Jerozolimskie. Het tweede gebouw fungeerde als een foodhal, terwijl het derde een klein kantoorgebouw was dat via het restaurantgedeelte op de begane grond aan de achterkant van de hoofdwinkel vastzat. De hoofdwinkel was beroemd om zijn zeer moderne ramen, die waren gemaakt van kozijnen van Pools eikenhout en glaspanelen met een antireflectiecoating.. Dit was een primeur voor de Poolse architectuur uit de naoorlogse periode. De voorgevel op het zuiden was speciaal ontworpen om reclame op te tonen en was gedurende het grootste deel van de geschiedenis versierd met de kenmerkende neonverlichting van de winkel. Deze was in de vorm van spiralen gerangschikt en aangevuld met de verticaal gestapelde letters "CDT", wat stond voor de oorspronkelijke naam van de winkel: Centralny Dom Towarowy (Centraal Warenhuis).
In het gebouw waren 6 hoofdroltrappen en 4 liften in een centraal trappenhuis om de verdiepingen met elkaar te verbinden. Daarnaast waren er een groot aantal kleinere roltrappen en trappen. Hiermee was CDT het tweede gebouw in Warschau met roltrappen. Het gebouw heeft twee grote nooduitgangen die direct naar de straten Bracka en Krucza leiden.
De ingang van de winkel was oorspronkelijk versierd met terracotta wandtegels en een eikenhouten vloer, terwijl de kelderverdieping was gemaakt van gewapend beton met glas en stalen fittingen. Deze materialen werden later uitgebreid naar de hele winkel. Naast de standaardinrichting werden er een aantal bijzondere kunstwerken voor het interieur van de winkel besteld. Hierbij ging het om zowel sculpturen als schilderijen, hoewel deze meestal een uitgesproken modernistische of postmodernistische stijl hadden.

## Grote brand in 1975
Op zondag 21 september 1975, ergens tussen 19.00 en 20.00 uur, brak er brand uit in het warenhuis. Het vuur trof aanvankelijk de zesde verdieping, waar de afdelingen voor wandbekleding, tapijten en stoffen werden verwoest. Tijdens de brand begonnen er stukken van het plafond naar beneden te vallen. Dit, en het grote aantal roltrappen, zorgden ervoor dat de brand zich naar de andere drie verdiepingen van het gebouw verspreidde. Rond 20.30 uur vond er een grote explosie plaats, waarbij een grote hoeveelheid glas en ander puin verspreid lag over de Krucza en de Aleje Jerozolimskie. Rond 22.00 uur was het hele gebouw volledig uitgebrand. Toen het vuur de plastic consumptiegoederen bereikte, zorgden de vlammen voor een spectaculair schouwspel. Ze kleurden lichtblauw, paars en roze.
De brandweer van Warschau slaagde er uiteindelijk in de brand onder controle te krijgen en kort na middernacht te blussen. Het grootste deel van de winkel werd volledig verwoest, maar de belangrijkste betonnen constructie van het CDT-pand bleef gelukkig intact. Later werd aangenomen dat de brand was ontstaan door een defecte roltrapmotor, die kapot was gegaan en vervolgens was doorgebrand.
Vervolgens besloten de staatsautoriteiten om het CDT-pand te renoveren. De brand had echter het oorspronkelijke interieur en alle meubels volledig verwoest. De overheid vond het te duur om alles te vervangen in de moeilijke economische tijden van de jaren 1970. Daarom besloot men het gebouw volledig te herbouwen. Hierdoor veranderde het oorspronkelijke uiterlijk aanzienlijk en heeft het nooit meer zijn oude glorie teruggekregen. Tijdens de verbouwing werden de meeste bijzondere meubels en de gehele glazen voorgevel vervangen door nieuwere, goedkopere materialen.

## Jaren 1980 en later
In de jaren 1980 werd het voormalige CDT omgedoopt tot "Smyk", een winkel met kinderartikelen en onderdeel van 'Central Department Stores'. Eigenaar 'CDI Smykowi', wilde de vlaggenschipwinkel in Warschau in zijn oude glorie herstellen en het heropenen als een volwaardig warenhuis, zoals oorspronkelijk de bedoeling was. Bij de renovatie zou het gebouw er uit komen te zien, zoals de oorspronkelijke ontwerpers het voor ogen hadden. Aan de achterzijde zou een uitbreiding komen, ter vervanging van het tweede en derde blok, die geen architectonische waarde hadden. 
Hier kwam weinig van terecht en in 2011 werd het object verkocht aan Immobel, dat drie jaar later met de renovatie begon. Op de begane grond, de eerste verdieping en kelder ontstond winkelruimte en op de bovenste verdiepingen werd kantoorruimte gecreëerd.